# Hippolyte Dussard
Hippolyte Dussard, född den 4 september 1798 i Morez, Jura, död den 22 januari 1876 i Miéry, Jura, var en fransk politiker och nationalekonom.
Dussard var 1843–1845 redaktör för Journal des Économistes och under februarirevolutionen 1848 blev han chef för järnvägen Paris-Rouen. Efter revolutionen blev han prefekt i departementet Seine-Inférieure och stängde där nationalverkstäderna. År 1849 blev Dussard medlem av statsrådet.